# Pompoendag

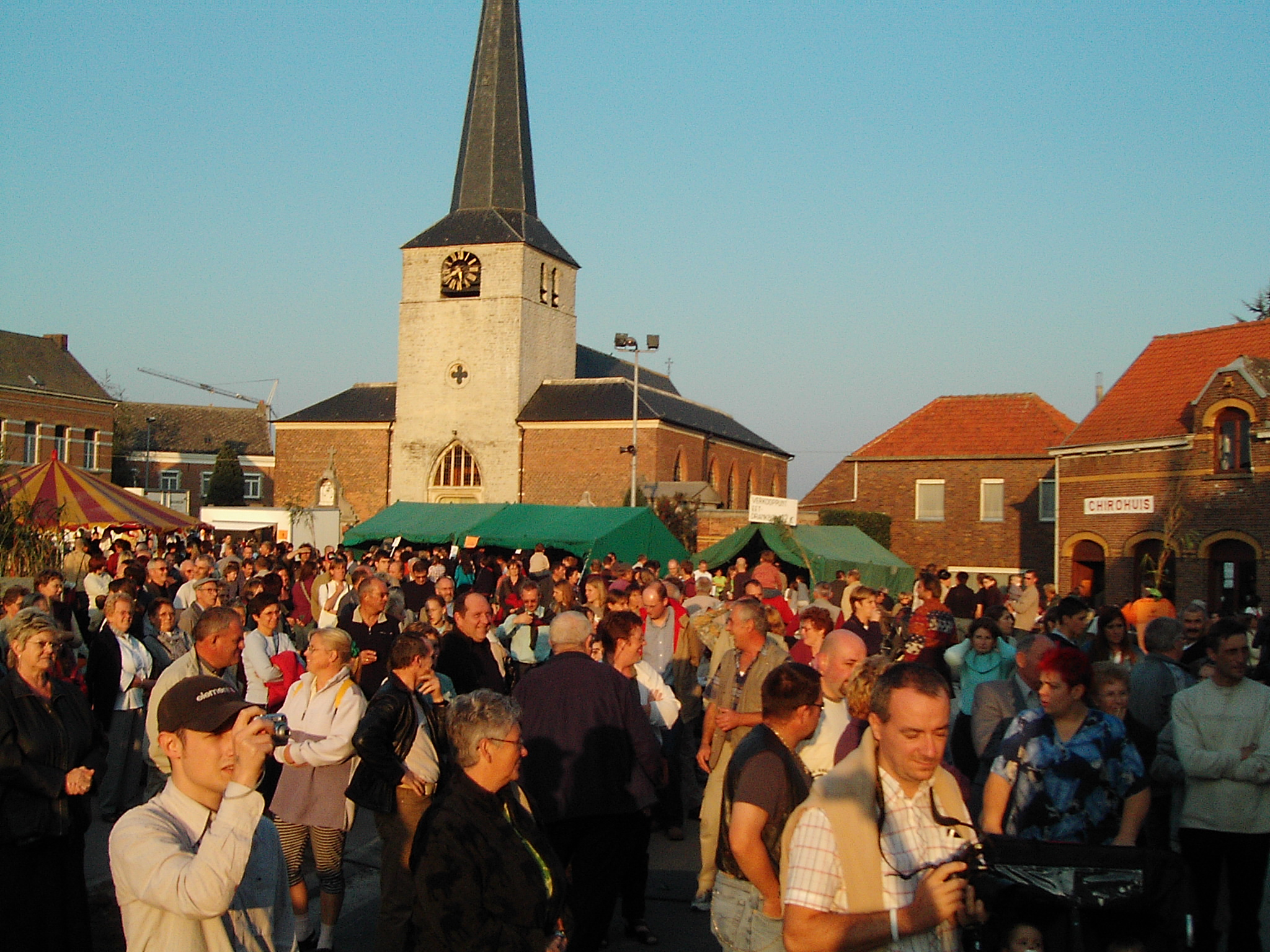
Sfeerbeeld op de pompoendag met op de achtergrond de kerk van Heffen

Pompoendag is de naam van een feest in Heffen dat telkens op de derde zondag van oktober wordt georganiseerd door de plaatselijke Chiro. Van 2000 tot en met 2009 kwam de pompoendag voor, met in 2009 de tiende en laatste editie.
Vijf wijken (Over de baan, Kaashoek, Hooimieren, Heffendorp en Heindonk) strijden die dag voor de wisselbeker mooiste pompoencreatie. Het thema van de dag verschilt per jaar.
Ook is er een wedstrijd waarbij de kweker van de zwaarste pompoen een prijs krijgt toegekend.

## Winnaars
- 2003 Lucien Mampaey: 130 kg

Zwaarste pompoenen van Europa:
- 2003 Jos Verbachtert: 447 kg
- 2005 Jef Boonen: 484,5 kg

## Vlaamse pompoendorpen
Er zijn meerdere plaatsen waar pompoenen een belangrijke rol spelen.
- Bikschote: organiseert jaarlijks Europees kampioenschap Pompoenslingeren
- Duisburg: organiseert jaarlijks Europees kampioenschap zwaartse pompoen.
- Heffen: organiseert jaarlijks een pompoendag
- Kasterlee: organiseert jaarlijks een pompoenenmarkt

## Nederlands pompoendorp
- Asten: organiseert jaarlijks pompoendagen tijdens de herfstvakantie

## Fotogalerij
Foto's van de Pompoendag 2005 te Heffen:

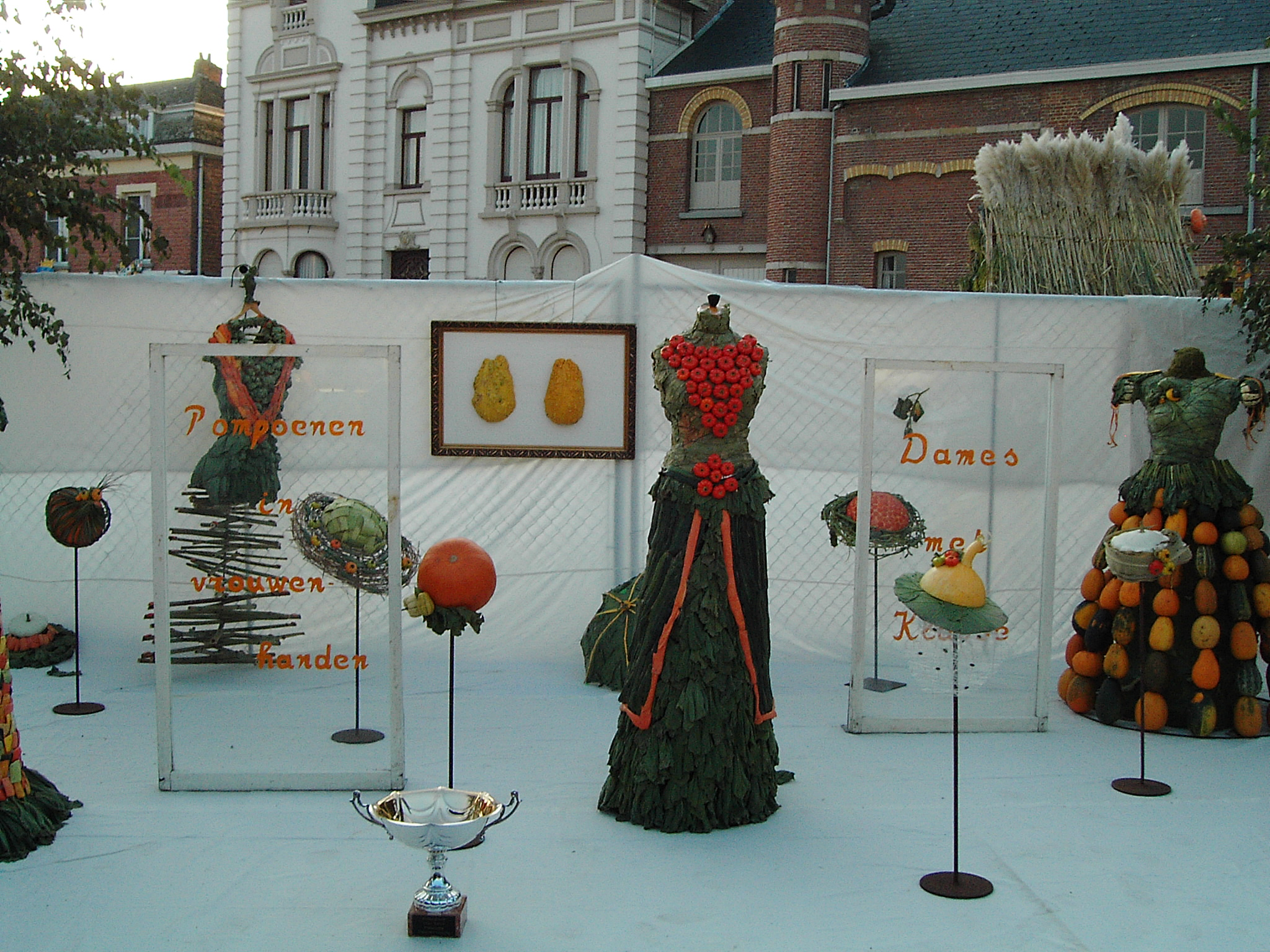
Pompoen in vrouwenhanden door de Hooimieren
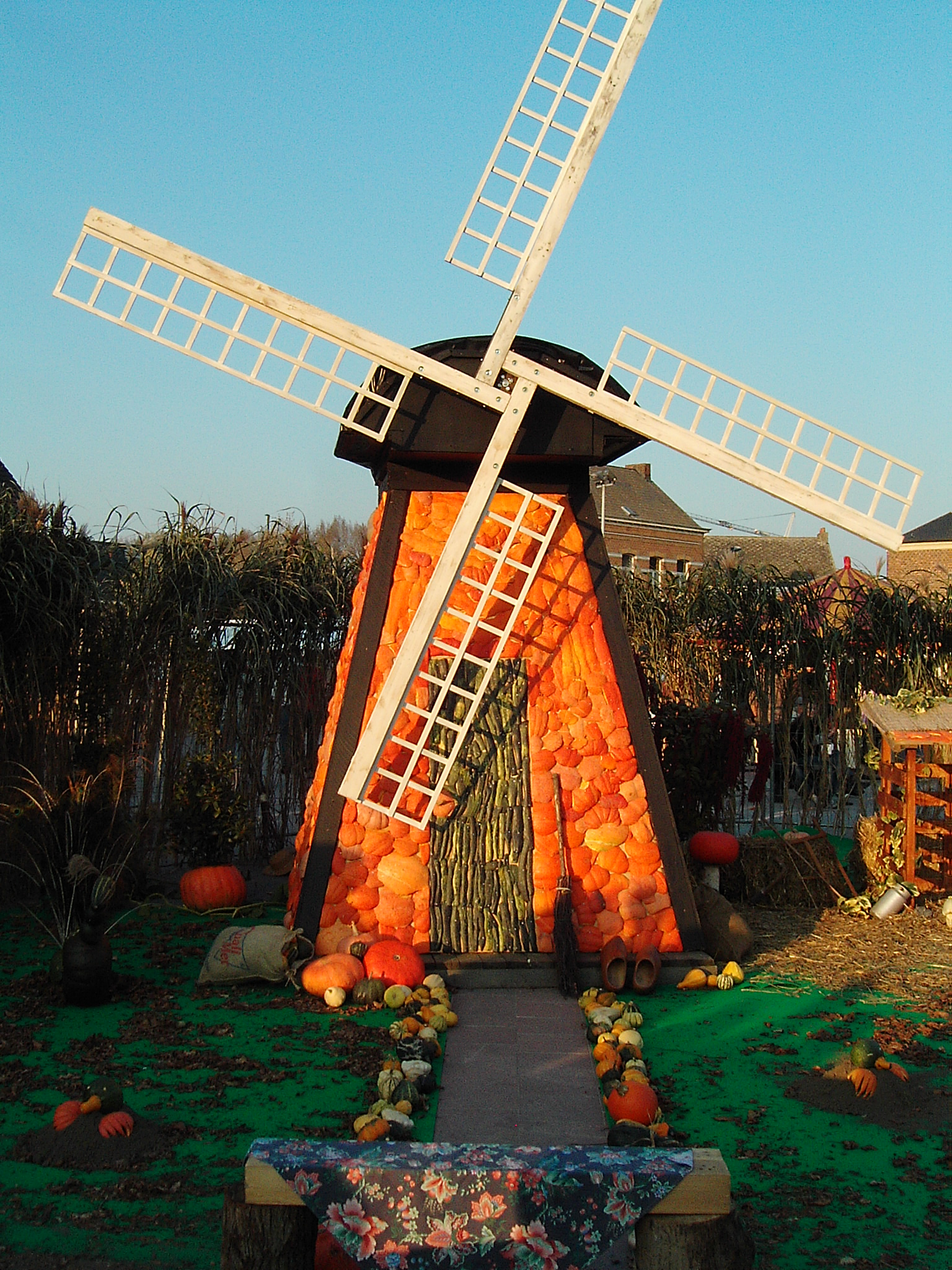
Oude Hollandse windmolen in pompoen (Over de baan)
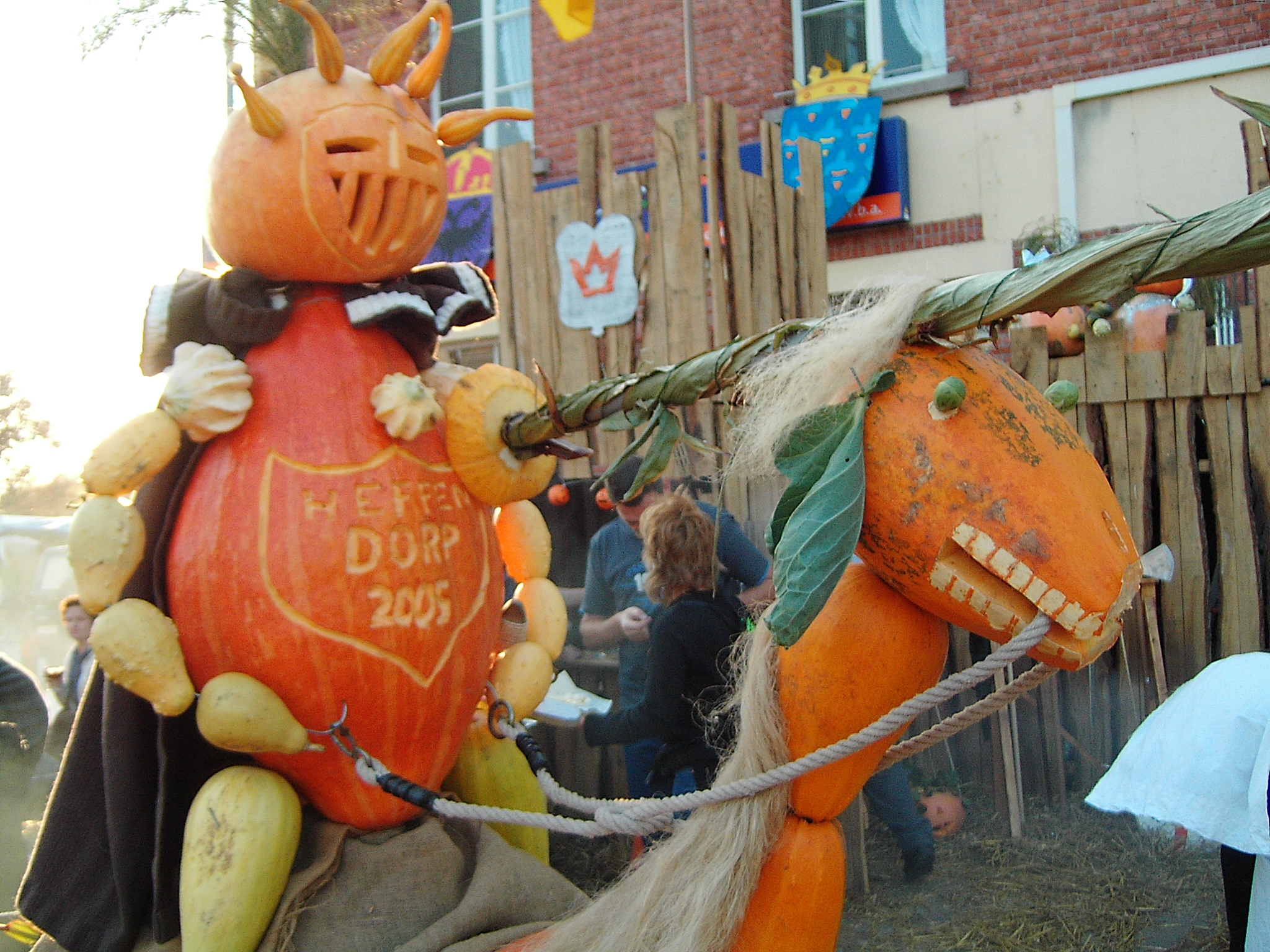
Ridder uit de middeleeuwen door Heffendorp
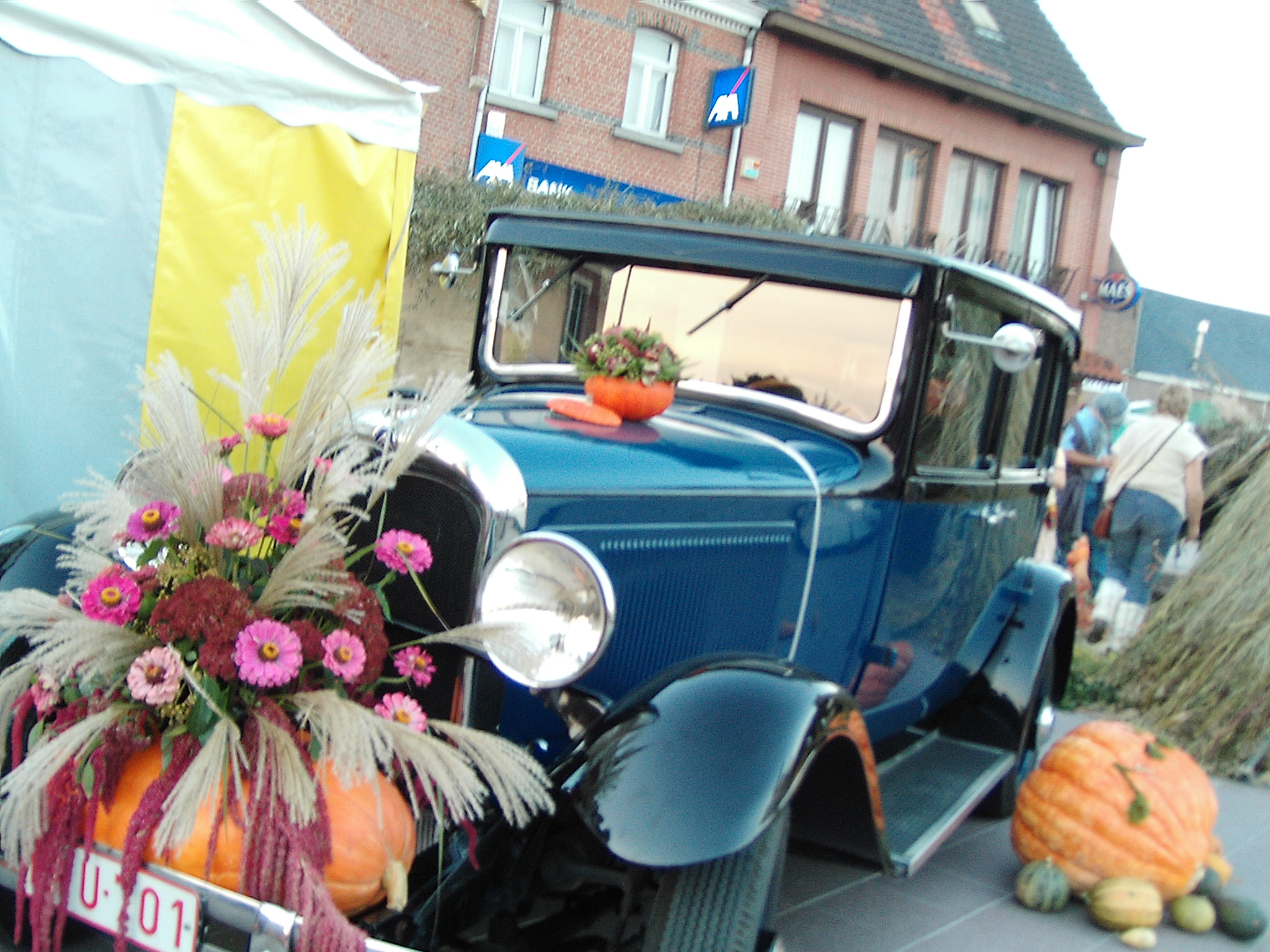
Spiegeltent door Kaashoek